# قبردهر
قبردهر (بالصومالية: Qabridahare)‏ هي مدينة في منطقة كوراحي، المنطقة الصومالية، إثيوبيا. يبلغ ارتفاع المدينة 1609 متر عن سطح البحر. يخدم المدينة مطار قبردهر (ايكاو: HAKD، اياتا: ABK).

## التاريخ
أول ذكر لقبردهر كان في عام 1931، عندما وُصفت بأنها معسكر للجنود يعاني من الملاريا. وفقًا لمارجري بيرهام ، قبل الحرب الإيطالية الحبشية، أنشأ الإيطاليون حامية في قبردهر.
خلال حرب أوغادين عام 1977، دافع اللواء التاسع الإثيوبي عن قبردهر ضد الجيش الصومالي قبل أن يتخلى عنها في حالة من الفوضى بعد هزيمته على يد الجيش الصومالي الذي استولى على المدينة بعد ذلك. استعاد لواء باراكوماندو الثالث الإثيوبي السيطرة عليها في 8 مارس 1980.

## الديموغرافيا
بناءً على أرقام الوكالة المركزية للإحصاء في عام 2005، يقدر عدد سكان قبردهر بـ 100,191 نسمة، منهم 51,327 من الرجال و48,864 من النساء. بلغ عدد سكانها في تعداد عام 1997 24,263 نسمة منهم 12,768 من الرجال و11,495 من النساء. أكبر مجموعة عرقية في المدينة هم الصوماليون (89.02٪) والتيجراي (2.58٪) وأخرى 8.4٪.